# Hinterstöcken
Hinterstöcken ist ein Gemeindeteil der Kreisstadt Kronach im Landkreis Kronach (Oberfranken, Bayern).

## Geographie
Das Dorf besteht aus acht einzelnen Siedlungen. Sie befinden sich am Fuße des Kleinen Roten Bühls (474 m ü. NHN). Die Kernsiedlung bildet mit Grundmühle im Norden und Planersgut im Nordwesten eine geschlossene Siedlung. Diese liegt am Fischbach, einem linken Zufluss der Rodach, und an der Kreisstraße KC 12, die nach Vogtendorf (1,3 km nordwestlich) bzw. nach Fischbach (1 km südöstlich) führt. Eine Gemeindeverbindungsstraße führt nach Dobrach (1 km westlich).

## Geschichte
Gegen Ende des 18. Jahrhunderts gab es in Hinterstöcken 15 Anwesen (4 Fronsölden, 10 Gütlein, 1 Haus). Das Hochgericht übte das Rittergut Fischbach in begrenztem Umfang aus. Es hatte ggf. an das bambergische Centamt Stadtsteinach auszuliefern. Die Dorf- und Gemeindeherrschaft sowie die Grundherrschaft über die Anwesen hatte das Rittergut Fischbach inne.
Mit dem Gemeindeedikt wurde Hinterstöcken dem 1808 gebildeten Steuerdistrikt Fischbach und der 1818 gebildeten Ruralgemeinde Fischbach zugewiesen. Am 1. Mai 1978 wurde Hinterstöcken im Zuge der Gebietsreform in Bayern in Weißenbrunn eingegliedert.

### Einwohnerentwicklung
| Jahr      | 001818 | 001861 | 001871 | 001885 | 001900 | 001925 | 001950 | 001961 | 001970 | 001987 |
| Einwohner |        | 94     | 105    | 101    | 100    | 106    | 108    | 101    | 126    | 89     |
| Häuser    | 15     |        |        | 17     | 17     | 18     | 18     | 22     |        | 29     |
| Quelle    | [ 5 ]  | [ 7 ]  | [ 8 ]  | [ 9 ]  | [ 10 ] | [ 11 ] | [ 12 ] | [ 13 ] | [ 14 ] | [ 1 ]  |

## Religion
Der Ort ist evangelisch-lutherisch geprägt und nach St. Jakobus (Fischbach) gepfarrt.